# Agrostophyllum neoguinense
Agrostophyllum neoguinense là một loài thực vật có hoa trong họ Lan. Loài này được Kittr. mô tả khoa học đầu tiên năm 1984.